# 普雷里埃爾克科勒尼 (蒙大拿州)
普雷里埃爾克科勒尼（英語：Prairie Elk Colony）是位於美國蒙大拿州麥空縣的普查規定居民點。

## 歷史
名为普雷里埃尔克的邮局于1914年设立，后于1933年停运。

## 人口
根據2020年美國人口普查的數據，普雷里埃爾克科勒尼的面積為0.90平方千米，皆為陸地。當地共有人口0人，而人口密度為每平方千米0人。